# Z (katonai szimbólum)
A latin Z betű (oroszul зет) a 2022-es Ukrajna elleni invázióban részt vevő orosz fegyveres erők katonai járműveire festett szimbólumainak egyike, melyről 2022 február közepén jelentek meg először videók a közösségi médiában.
Misztikusnak tekinthető szimbólum, mivel nincs egyértelmű magyarázat sem az eredetére, sem a jelentésére.
A Z betűt mint háborúpárti szimbólumot az orosz kormány propagandaeszközként, az orosz civilek pedig az invázió támogatásának jelképeként használják.
Csehország kormánya a Z szimbólumot a horogkereszttel egyenértékűnek minősítette, Kazahsztán és Kirgizisztán törvényei pedig tiltják a Z szimbólum nyilvános megjelenítését járműveken. 2022 március végén Németország is betiltotta a Z szimbólum használatát. Ezt követően Dmitro Kuleba ukrán külügyminiszter azt kérte, hogy az összes, az orosz inváziót elítélő ország kövesse a német példát.

## Szimbólum
Az ukrán fegyveres erők által megosztott infografika szerint az orosz fegyveres erők a következő szimbólumokat és a hozzájuk tartozó jelentéseket használják az Ukrajna elleni 2022-es orosz invázió során. Ez az infografika nagy részben pontatlan mivel az Orosz erők nem használják ezeket a szimbólumokat hogy egyes egységeket, inkább baráti csapatok felismerésére használják egy nagy műveleti területen. Ezt mind képi bizonyíték támasztja alá.
- Z: Erők a Krímből és Szeparatista régiókból
- 🅉: (Z, négyzetbe zárva): orosz erők Kharkiv közelében
- O: Fegyveres erők keletre a Dnyepertől (vagy VDV)
- V: Katonai erők Kijevtől északra
- X: csecsenföldi erők
- A: Különleges erők, beleértve a SZOBR-t, az Alfa csoportot és az SZSZO különleges műveleti erőket.

Az invázió a Z-művelet fedőnevet kapta, innen is eredhet a Z szimbólum. A szimbólum a latin Z betű formáját viseli, az orosz ábécében használt, ennek megfelelő cirill betűs З (Ze) helyett, amit elemzők a szimbólum orosz nacionalista témáját tekintve meglehetősen sajátosnak tekintenek.

## Jelentés
A Z betűt háborúpárti szimbólumként használják, az invázió támogatását jelöli annak ellenére, hogy se eredete, se jelentése nem egyértelmű.

A Z a nyugatot jelentő, szimbólummá vált, orosz szó (запад, ejtsd zapad) rövidítése, amely nyugati katonai körzetet, nyugatra tartó gyalogságot jelöl, vagy általánosságban a Kreml birodalmi ambícióit hangsúlyozza. A V, szintén szimbólummá vált betű pedig a keletet jelentő orosz szó (восток, ejtsd vosztok) rövidítése.

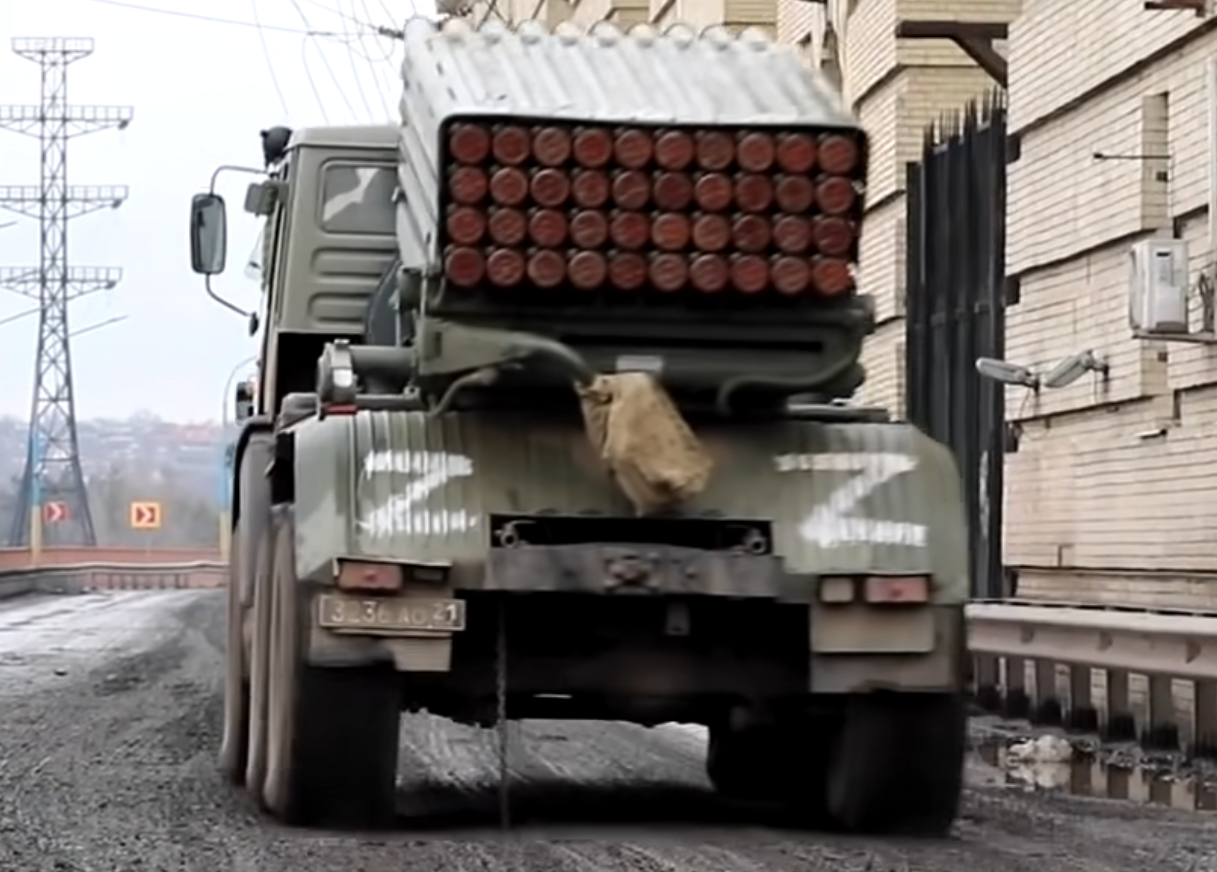
BM-21 "Grad" Z jelzéssel

Az orosz hadgyakorlatokon a fentiek szerint ezzel a két betűvel, a Z-vel és a V-vel különböztették meg az egymás ellen gyakorlatozó egységeket. Ezt a gyakorlatot használták az inváziót megelőzően a Fehéroroszország és Oroszország közötti közös 2021-es Zapad hadgyakorlaton is. Egy szintén logikus magyarázat szerint tehát onnan vonulhatott az invázió megkezdésével a harckocsikon Ukrajnába, és a köztudatba a Z, s így lett szimbólummá.

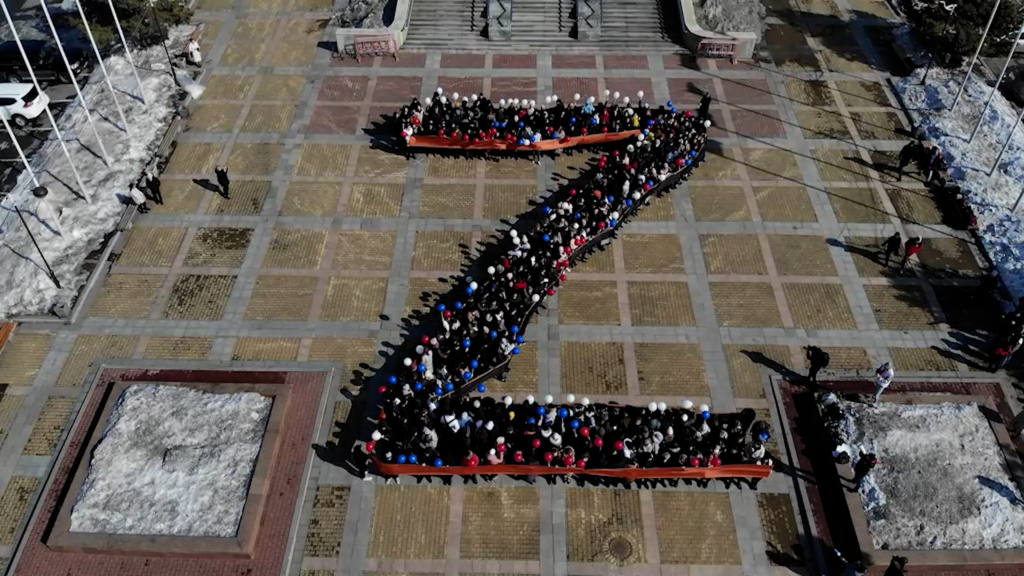
Flashmob a habarovszki Platinum Arénában 2022. március 11-én. A résztvevők "Z" alakzatba rendeződnek

Az Instagramon az orosz védelmi minisztérium március 3-án azt posztolta, hogy a Z szimbólum a ’győzelemért’ (oroszul: за победу, ejtsd za pobedu) kifejezés rövidítése, míg a V szimbólum az ’erőnk az igazságban van’ (oroszul: сила в правде, ejtsd szila v pravde) és az ’a feladatot be fogjuk fejezni’ (oroszul: задача будет выполнена, ejtsd zadaRussian invasion symbols.jpg
csa bugyet vüpolnyena) győzelmi  buzdítások rövidítése. Az orosz védelmi minisztérium később alternatív tartalmakat is javasolt a Z betűhöz rendelni, többek között a "A békéért" (oroszul: за мир, ejtsd za mir), és az "Az igazságért" (oroszul: за правду, ejtsd za pravdu) jelentéseket.

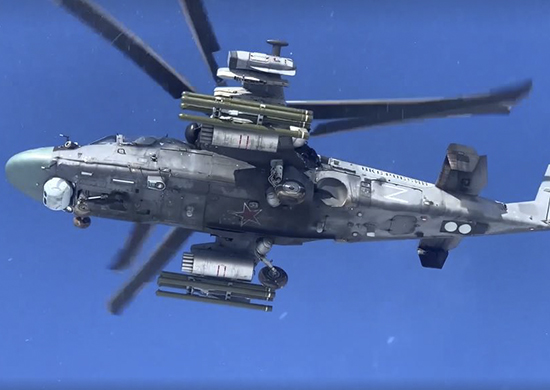
Az orosz légierő Ka-52 helikoptere Z szimbólummal oldalt a hátsó farok előtt

## Inváziós szimbólum

### Állami szint
A harci cselekmények megkezdése óta a Z szimbólumot az orosz kormány háborúpárti propagandamotívumként használja, a Putyin-párti civilek pedig az orosz invázió támogatásának jelképeként sajátították ki. Az orosz kormányzati szervek elkezdték szisztematikusan népszerűsíteni a Z szimbólumot hazafias üzeneteikben és videóikban a VK-n. Az orosz állami média híradásaiban Oroszország szíriai zsoldosai Z szimbólumos plakátokat emeltek magasba, miközben éljeneztek.
Szergej Civiljov, a Kemerovói terület (oroszul: Кузбасс, ejtsd Kuzbasz) kormányzója a régió nevét egy hibrid szóalakra változtatta, amely a kisbetűs cirill з betűt a latin nagy Z betűvel helyettesítette, így: КуZбасс.

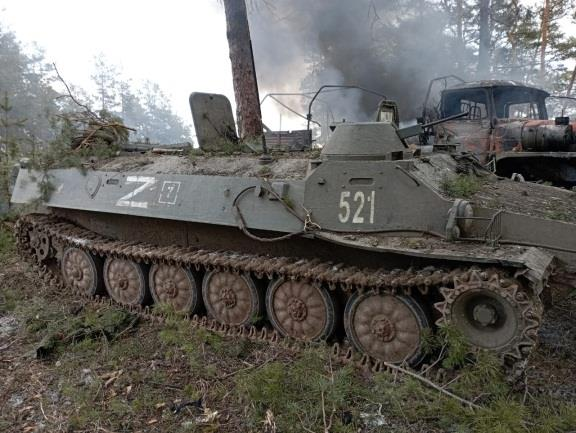
Orosz MT-LB kétéltű páncélozott szállító jármű Z szimbólumos megjelöléssel Luhanszkban 2022. március 7. 20:59

Az események hatása alá kerülve a Roszkozmosz főigazgatója, Dimitrij Rogozin a vezetéknevét РогоZин (RogoZin) irásmóddal kezdte el használni, majd utasította a Bajkonuri űrrepülőtér alkalmazottjait, hogy az űrállomás berendezéseit jelöljék meg Z és V betűjelekkel. 2022. március 22-én Oroszország Z szimbólummal ellátott Szojuz hordozórakétát indított.
A Kreml-párti Telegram-csatornák az invázió kezdetét követően beépítették a Z betűt a nevükbe. Az orosz távközlési hatóság, a Roszkomnadzor is úgy változtatta meg Telegram-csatornája kezelőszavát, hogy a Z betű szerepeljen a nevében. Az állami tévécsatorna, a Russia Today, elkezdte flashmobszerű videón, Z betűs fekete pólót viselő, kisportolt férfi táncosokkal, népszerűsíteni, majd finanszírozni, gyártani és terjeszteni, a ruházatokon mintegy új brandként, a Z szimbólumot.

### Háborúpárti civil akciók
Oroszország több részén a helyi hatóságok flashmobokat szerveztek az invázió támogatására, amelyeken a Z szimbólumot jól láthatóan, dominánsan jelenítették meg. A közösségi médiában is propagandavideókat osztottak meg, amelyeken a háborút támogató ifjúsági aktivistákból álló flashmobokat ábrázoltak. A fiatalok Z szimbólummal díszített fekete pólót viseltek, és azt kiabálták, hogy "Oroszországért, Putyinért!". Az orosz hadsereg melletti kiállás jeleként egy kazanyi gyermekhospice-alapítvány az udvarán Z alakzatba állította dolgozói mellett az ott ápolt rákos gyerekeket, valamint azok szüleit is.
Egy a közösségi médiában közzétett videóban Marija Butyina, az Állami Duma tagja Z betűt ragasztott a kabátjára, hogy kifejezze támogatását az invázió mellett, és másokat is erre buzdított. Az orosz, államilag ellenőrzött RT műsorszolgáltató az orosz erők támogatásának kifejezéseként a pólók mellett olyan árucikkeket is árult, amelyeken a Z szimbólum látható, gyakran Szent György-rend szalagjáról kölcsönzött textúrával. Az Amazon az Egyesült Királyságban Z szimbólummal ellátott termékeket értékesített, de a nyilvános kritikák és a média támadásait követően, március 8-án eltávolította ezeket a kínálatából. A Z szimbólumot az oroszbarát szerbiai gyűléseken is használták. Venezuelában a chavista csoportok a Z szimbólumot a caracasi Catia plébánián található falfestményen helyezték el, amely Vlagyimir Putyint és Hugo Chávez néhai venezuelai elnököt ábrázolja.
Oroszországban háborúellenes aktivisták ingatlanjait Z szimbólumot tartalmazó graffitikkal csúfították el. Anton Dolin orosz filmkritikus, akinek az ajtaját megjelölték a szimbólummal, a Z-t a Z világháború (2013) című zombis akció-horrorfilmhez hasonlította, és az orosz hadsereget és a háborúpárti aktivistákat "zombizáltnak" nevezte.
A Pussy Riot egyik tagjának lakását megrongáló vandálok szintén Z betűs névjegyet hagytak maguk után.
A Z szimbólum Oroszországon kívül is megjelent vandalizmushoz és propagandacélokhoz társulva. Ez történt Moldovában is, amikor ismeretlen vandálok Z és V jeleket festettek a második világháborús hősök temetőjének síremlékeire.
A Z szimbólum Magyarországra is magával hozta a feszültséget, ahol egy benzinkútnál egy ukrán autós rátámadt egy a magyar gépjármű-tulajdonosra, aki Z betűt ragasztott a gépkocsijára.

## Nemzetközi reakció

### Kormány
Dmitro Kuleba ukrán külügyminiszter március végén twittelte ki az ukrán követelést, miszerint követelik, hogy minden ország tiltsa be a Z betű használatát. A külügyminiszter, azzal érvelt, hogy a barbarizmus nyílt támogatása nem megengedhető. Ukrajna dublini nagykövetére hivatkozott, aki akkoriban háborodott fel egy írországi felvonuláson, amelyen orosz zászlókkal, és Z betűs jelképekkel vonultak fel a háborút támogatva.
Cseh Köztársaság - az invázió nyilvános támogatásának tilalmának részeként a belügyminisztérium a horogkereszttel egyenértékűnek minősítette a Z szimbólumot.
Németország - A szövetségi belügyminisztérium közölte, hogy az Ukrajna elleni orosz invázió támogatását jelző Z betű használata bűncselekmény, amely akár három évig terjedő börtönbüntetéssel is büntethető. 2022 áprilisától a németországi Herford városának gépjármű-nyilvántartó hivatala az ukrajnai orosz invázió miatt úgy döntött, hogy nem ad ki többé "Z" betűs rendszámtáblákat.
Kazahsztán - a katonai szimbólumok nem szerepelhetnek a járműveken, a Z, V és O szimbólumok nem engedélyezettek.
Kirgizisztán - a rendőri szervek korlátozták a Z szimbólum nyilvános járműveken való feltüntetését.
Lettország - a Saeima a Z és a V jelképet is felvette a tiltott politikai jelképek listájára, mint ahogy ezt már megtette korábban a horogkereszttel és sarlóval és kalapáccsal, melyek a katonai agressziót és a háborús bűnöket dicsőítik. A törvény megsértése esetén a pénzbüntetés 350 euróig terjedő lehet magánszemélyeknél, és 2900 euróig terjedő a cégeknél. A fentieken túl tilos bármiféle gyülekezés a szovjet emlékművek 200 méteres körzetében.
Litvánia - 2022. április 19-én Litvánia betiltotta a Z és a V jelképet a Szent György-szalaggal együtt.
Moldova - 2022. április 7. óta a Z és a V jelképeket, valamint a Szent György-szalagot betiltották Moldovában.
Lengyelország - 2022. április 13-tól az "Orosz Föderáció Ukrajna elleni agresszióját támogató szimbólumok vagy nevek használatát" pénzbírsággal, vagy akár 2 évig terjedő szabadságvesztéssel sújthatják".
Ukrajna - 2022. május 22-én az ukrán parlament betiltotta a Z és V jelképeket, amelyeket Ukrajna 2022-es megszállásának népszerűsítésére használtak, de megegyezett Volodimir Zelenszkij elnökkel, hogy engedélyezi használatukat oktatási vagy történelmi célokra.

### Szervezetek

#### Sport
Bejárta a világsajtót a fiatal orosz tornász, a 20 éves Ivan Kuljak híre, aki a 2022-es márciusi dohai tornász világkupaversenyen, az orosz versenyzők végleges kizárása előtti napon, a korláton harmadik helyen végzett. Miután a Nemzetközi Tornaszövetség (FIG) döntése értelmében az orosz zászlót már nem használhatta a mezén, a helyére  Z betűt ragasztott és az eredményhirdetésen úgy lépett fel a dobogóra az első helyen végzett ukrán versenyző mellé. Március 7-én a FIG eltiltotta az orosz és fehérorosz tornászokat és tisztségviselőket a versenyein való részvételtől. Május 17-én a FIG egyéves eltiltással sújtotta Kuliakot, amely 2023. május 17-ig, illetve hat hónappal az orosz sportolókra vonatkozó tilalom feloldása után jár le, és úgy döntött, hogy meg kell fosztani a bronzérmétől és a pénzdíjától.
A Virtus.pro profi Dota 2 esport játékosa, Ivan "Pure" Moskalenko állítólag a Dota Pro Circuit egyik selejtező mérkőzésén rajzolta a Z betűt a játéktérképre. Miután kritikát kapott a közösségtől, a csapatot kizárták a körversenyről.

#### Üzlet
Érzékenységet megsérteni nem akarván, több vállalat önkéntesen eltávolította a Z betűt logójából, illetve terméke nevekből, még akkor is, ha azok az invázió előttiek voltak, köztük a lett páncélozott járműveket gyártó Dartz, a Zurich Insurance (amely felfüggesztette a közösségi médiában a bekarikázott Z betűt tartalmazó logójának használatát), és a Samsung Electronics (amely több Samsung Galaxy Z márkájú okostelefont is átnevezett, a Balti országokban végzett promóciója során).
2022 márciusában az Ocado új aldivíziót indított Zoom néven, amelynek Z logóját meg kellett változtatnia, miután a közösségi média felhasználói szerint az orosz szimbólumra hasonlított.

## Fordítás
- Ez a szócikk részben vagy egészben  a   Z (military symbol) című angol Wikipédia-szócikk ezen változatának fordításán alapul.  Az eredeti cikk szerkesztőit annak laptörténete sorolja fel. Ez a jelzés csupán a megfogalmazás eredetét és a szerzői jogokat jelzi, nem szolgál a cikkben szereplő információk forrásmegjelöléseként.